# Paul Albert Laurens
Pour les articles homonymes, voir Laurens.
Paul Albert Laurens est un peintre, graveur et illustrateur français né à Paris le 18 janvier 1870 et mort à Toulon (Var) le 27 septembre 1934.

## Biographie
Fils aîné du peintre Jean-Paul Laurens (1838-1921) et de son épouse, Madeleine Willemsens (1848-1913), Paul Albert Laurens voit le jour rue Taranne, dans le 6e arrondissement de Paris, où ses parents viennent d'emménager. La guerre franco-allemande de 1870 éclatant, son père s'empresse de mettre sa famille en lieu sûr, à Fourquevaux, son village natal. Paul Albert Laurens a un frère cadet, Jean-Pierre Laurens (1875-1932), également peintre.
Paul Albert Laurens va fréquenter l'École alsacienne de la rue d'Assas, où il fera la connaissance, entre autres, d'André Gide avec lequel notamment il se lie d'amitié, et qui va jouer un rôle décisif. Le jeune peintre, dans le cadre d'une bourse d’étude, doit voyager durant un an et l’invite à se joindre à lui. Ce périple, rapporté dans Si le grain ne meurt, va être pour Gide l’occasion d’un affranchissement moral et sexuel qu’il appelait de ses vœux. Ils partent de Marseille le 18 octobre 1893 pour un voyage de neuf mois en Tunisie, en Algérie et en Italie. Dès le départ, Gide est malade et son état empire à mesure que les deux jeunes gens descendent vers le sud de la Tunisie. Laurens et Gide s'installent ensuite en Algérie à Biskra dans l'ancienne propriété des Pères blancs, où a lieu leur initiation hétérosexuelle dans les bras de jeunes danseuses prostituées Ouled Naïl, dont surtout la jeune Mériem ben Atala (la Bilitis chantée par Pierre Louÿs). L’intrusion soudaine de Juliette Gide, inquiète pour la santé de son fils, vient rompre leur intimité, avant que le voyage reprenne sans elle, en avril 1894. À Syracuse, brièvement aperçue, succède la découverte de Rome — que Gide, toujours maladif, apprécie peu — et de Florence. Alors que Paul Laurens rentre en France, Gide poursuit vers la Suisse.
Paul Albert Laurens devient membre de la Société des artistes français en 1899. En 1900, il épouse Berthe Guérin avec laquelle il emménage au 126, boulevard du Montparnasse à Paris. La même année, il réalise l'affiche de Ramsès, pièce en un acte  de Joseph de Pesquidoux, musique de scène de Paul Vidal, jouée dans le grand théâtre égyptien  de l'Exposition universelle.
Vers 1912, avec son père et l'un des élèves de celui-ci, Ulysse Ravaut, il va collaborer à la décoration du Capitole à la demande de la municipalité de Toulouse. Pendant la Première Guerre mondiale, il est chargé avec d'autres artistes du camouflage au sein des armées et leur travail servira de modèle aux armées alliées.
Il est nommé professeur de dessin à l'École polytechnique de 1919 à 1934. Il fut aussi professeur à l'Académie Julian à Paris au 31, rue du Dragon.
En 1932, il dessine l'effigie des timbres poste d'usage courant de type Paix, gravés par Jean Antonin Delzers.
Laurens est nommé membre de l'Institut en 1933.
L'un de ses enfants est Jean Claude Laurens (1904-1969), dont le portrait en officier de marine fut exécuté par Georges Mouveau.

## Œuvres dans les collections publiques
Canada

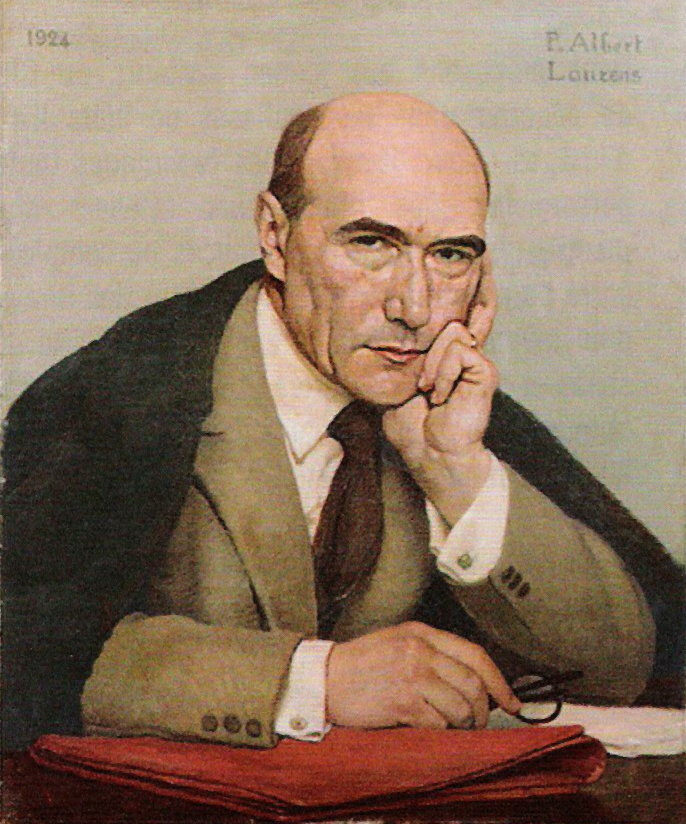
Portrait d'André Gide (1924), Paris, musée d'Orsay.

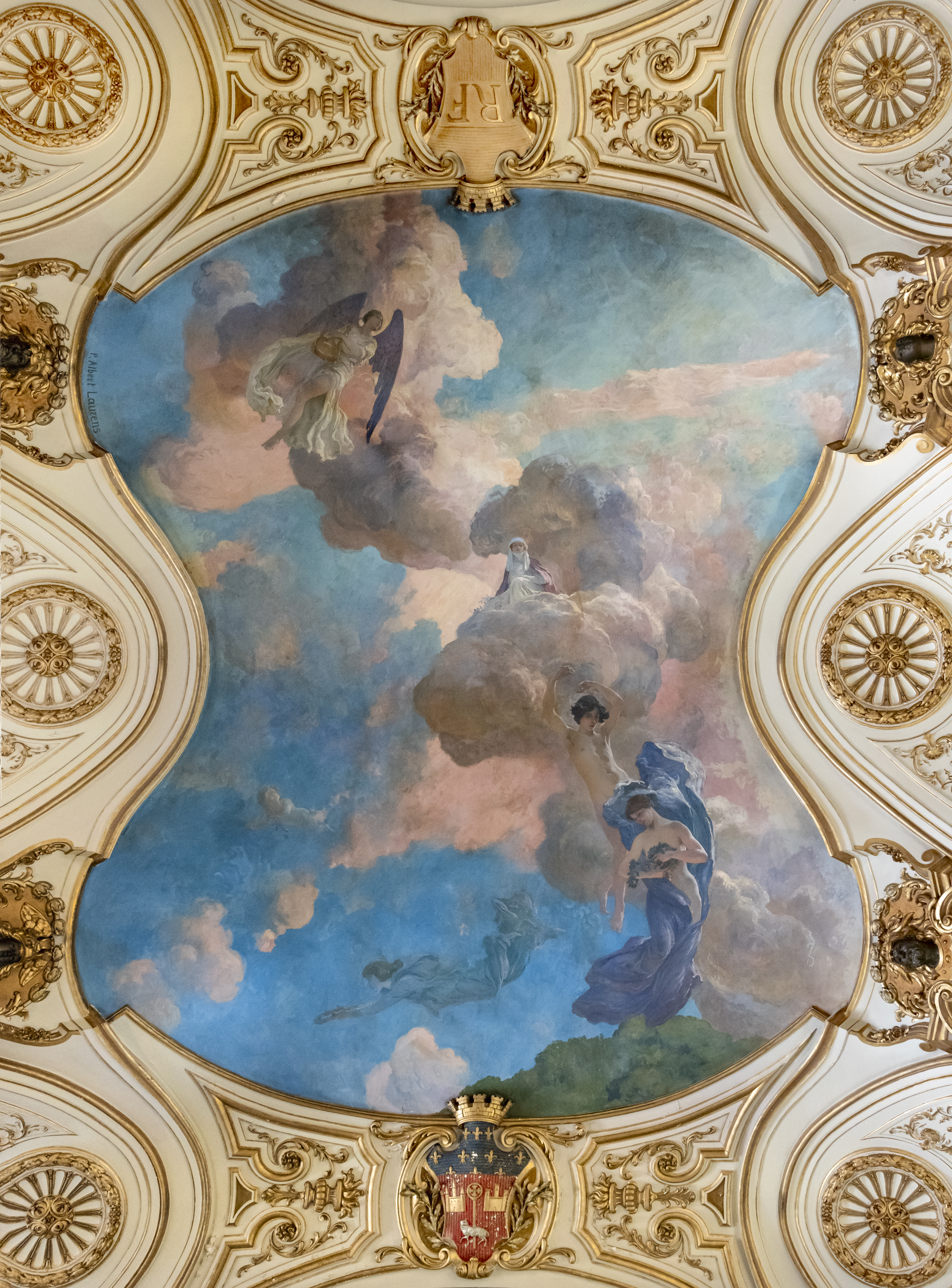
Triomphe de Clémence Isaure (vers 1912), Capitole de Toulouse.

- Québec, Musée national des beaux-arts du Québec : Jeune Pierrot, entre 1900 et 1930, huile sur toile[7].

France
- Bourg-en-Bresse, musée de Brou : Solitude, 1900, huile sur toile.
- Dijon, musée des Beaux-Arts : Portrait de Jacques Copeau, vers 1929, huile sur toile.
- Fourquevaux, église Saint-Germier : Saint-Paul, vers 1895, retable.
- Laval, musée du Vieux-Château : Le Salon Jaune, vers 1911, huile sur toile.
- Paris :
  - Académie des sciences : Portrait d'Émile Picard, membre de l'Académie des sciences, huile sur toile.
  - Bibliothèque nationale de France :
    - Portrait d'André Gide, vers 1895, eau-forte. Gide dans sa jeunesse, moustachu dans une pose romantique ;
    - Le Duc d'Albe demande l'absolution au Pape Paul IV, vers 1900, aquarelle préparatoire à une photogravure publiée par Goupil & Cie vers 1900 ;
    - Avion survolant Marseille, 1930, dessin pour un timbre de la poste aérienne gravé par Abel Mignon, valeur faciale 1,50 franc bleu ;
    - La Paix, 1932, dessin pour une série de timbres pour la Poste française gravée par Jean Antonin Delzers. Allégorie de la République, coiffée du bonnet phrygien et tenant un rameau d'olivier à la main gauche, la main droite sur le pommeau de son épée maintenue au fourreau.

  - Petit Palais : Travesti, 1920, huile sur toile.
  - musée d'Orsay :
    - Portrait de Jean-Paul Laurens, 1900, huile sur toile ;
    - Portrait de famille, l'artiste et sa famille, 1923, huile sur toile ;
    - Portrait d'André Gide 1924, huile sur toile.
- Toulouse, Capitole :
  - Triomphe de Clémence Isaure, vers 1912, plafond du grand escalier d'honneur ;
  - La Poésie et La Musique, vers 1912 ;
  - Jeune Musicien et danseuse , vers 1912, fragment d'un panneau décoratif.
- Châtenay-Malabry : Remise de la Légion d'Honneur pour l’École Centrale des Arts et Manufactures, le 18 mai 1929, vers 1930, Hall de l'école[8].
- Localisation inconnue :
  - Vénus accueillie par les Heures, 1899, huile sur toile, achat de l'État[précision nécessaire] ;
  - La Robe d'argent, vers 1925, huile sur toile, achat de l'État[précision nécessaire].

## Affiches
- Paris, Bibliothèque nationale de France :
  - Ramses ;
  - Théâtre de la Gaité, blessés Espagnols, 1926 ;
  - Bénit espagnols.

## Gravures et illustrations

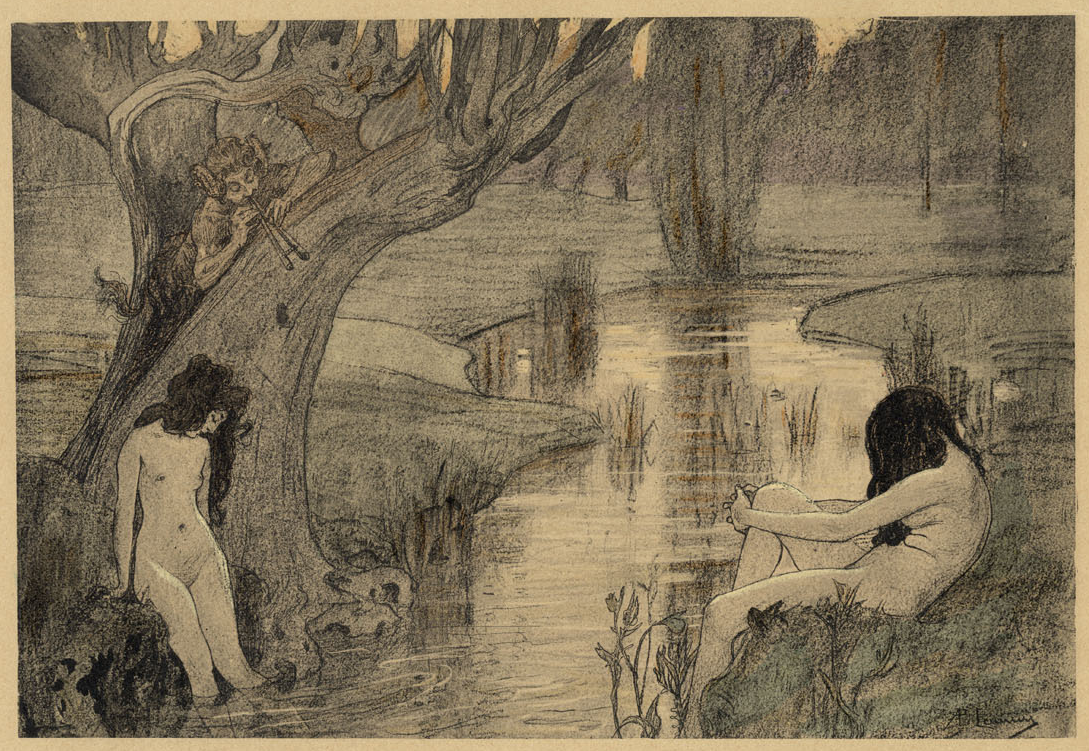
Le Bain des nymphes (1897), lithographie pour L'Estampe moderne.

- Pierre Louÿs, Aphrodite, suite de 6 eaux-fortes, P. Duffau, 1897.
- Pierre Louÿs, Lêda ou la louange des bienheureuses ténèbres, avec 10 dessins en couleurs de Paul Albert Laurens en 5 lettrines et 5 vignettes en fin des chapitres, sur vergé d'Arches, Éditions du Mercure de France, 1898.
- Pierre Louÿs, Les chansons de Bilitis, traduites du grec par Pierre Louÿs et ornées d'un portrait de Bilitis dessiné par P. Albert Laurens, Mercure de France, 1898.
- Anatole France, Thaïs, compositions de Paul Albert Laurens, gravées à l'eau-forte par Léon Boisson, A. Romagnol, 1900.
- Théophile Gautier, La Morte amoureuse, illustrations de Paul Albert Laurens en trois états gravées en couleurs par Eugène Decisy, A. Romagnol, 1904.
- Edmond Rostand, Cyrano de Bergerac, illustrations de François Flameng, Albert Besnard, Auguste François-Marie Gorguet et Paul Albert Laurens , éd. Pierre Lafitte, 1910.
- André Gide, Les Caves du Vatican, 2 volumes in-8, demi maroquin caramel avec coins, tête dorée, ornée d'un portrait de l'auteur en frontispice au vernis mou par Paul Albert Laurens, édition originale 550 exemplaires sur vergé d'Arches, Éditions de la NRF, 1914.
- Edmond Rostand, Les Romanesques, ouvrage orné d'un frontispice et partiellement illustré en couleurs, in et hors texte, par Joseph Marius Jean Avy, Paul Chabas et Paul Albert Laurens, reliure éditeur en demi cuir brun, titre doré, Librairie Pierre Lafitte & Cie, collection « Œuvres complètes illustrées », s.d.

## Salons
- Salon des artistes français :
  - 1893, Les Saintes Femmes ;
- Salon Champs Élysées :
  - 1897, Glauké et Thaleia[9]
- Salon des artistes français :

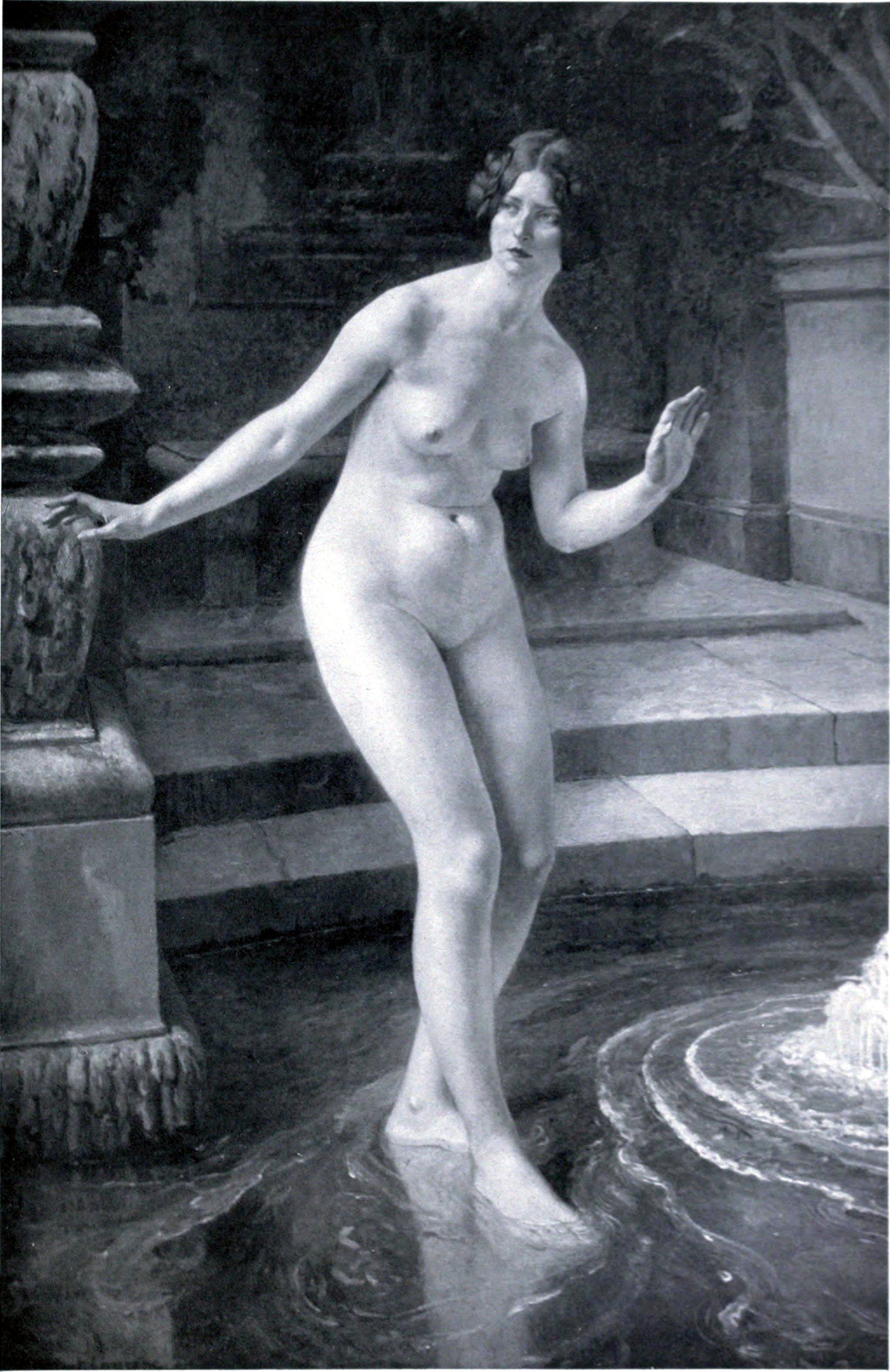
Suzanne (Salon de 1912), localisation inconnue.

  - 1899, Vénus accueillie par les heures ;
  - 1900, Solitude, place de Breteuil, à Paris ;
- Salon de la Société nationale des beaux-arts de 1902 : Portrait de J.P. Laurens.
- Salon des artistes français :
  - 1910, Didon ;
  - 1911, La Dame en Bleu ;
  - 1912, Suzanne ;
  - 1913, Les Soupirants et Jeune musicien et danseuse ;
  - 1914, Divertissement dans un parc ;
  - 1929, Portrait de Jacques Copeau.

## Expositions
- 1924, exposition au Canada avec le groupe de l'Érable en compagnie de Charles Hoffbauer, Émile Aubry, Henri Dabadie, Lucien Seevagen, André Devambez, Louis Jourdan, Georges Paul Leroux, Auguste Leroux.

## Distinctions
- Membre de l'Institut en 1933 (fauteuil 14).
- Officier de la Légion d'honneur (1933)[10].